# 滨湖穆尔
滨湖穆尔是德国巴伐利亚州的一个市镇。总面积10.96平方公里，总人口2218人，其中男性1107人，女性1111人（2011年12月31日），人口密度202人/平方公里。